# Sunwell: la trilogia
Sunwell: la trilogia (Warcraft: The Sunwell Trilogy) è una trilogia a fumetti di Richard A. Knaak e Jae-Hwan Kim, ambientata nell'universo di Warcraft, edita da Tokyopop. La prima parte è intitolata Dragon Hunt ("Caccia al drago"), la seconda Shadows of Ice ("Le ombre del ghiaccio") e la terza Ghostlands ("Terre fantasma"). La storia cronologicamente è ambientata dopo gli eventi del videogioco Warcraft III: The Frozen Throne.
The Sunwell Trilogy ha avuto due edizioni italiane: la prima per Edizioni BD, sotto l'etichetta J-Pop, in tre volumi; la seconda per Mondadori, in un unico volume. Entrambe sono state tradotte da Chiara Antonelli.

## Dragon Hunt
Protagonista della storia è Kalecgos detto "Kalec", un giovane drago blu; egli viene mandato a Lordaeron a rintracciare la fonte di una misteriosa energia magica che il suo signore, Malygos, ha percepito. Mentre è in volo, viene ferito e abbattuto da un gruppo di cacciatori di draghi guidato dal nano Harkyn Gryymstone, che odia i draghi perché la sua famiglia è stata massacrata da un drago nero. Kalec si libera dalla rete grazie anche all'aiuto di una fanciulla di nome Anveena Teague, che lo porta a casa sua per curarlo. Harkyn, che possiede una sfera magica in grado di rintracciare il drago, arriva a sua volta alla casa, quindi Kalec e Anveena fuggono dalla cantina. Kalec riassume la sembianza di drago ma viene ferito di nuovo, e lui e Anveena precipitano in un lago, facendo perdere così le loro tracce ai cacciatori. Il giorno dopo tornano a casa dei genitori di Anveena, ma scoprono che è stata distrutta da un gruppo di non morti guidato dall'alto elfo traditore Dar'khan. Egli è al servizio del Re dei Lich, per il quale ha tradito la propria patria, Quel'Thalas.
Dar'khan li cattura e mette loro un collare magica per impedire a Kalec di trasformarsi in drago; inoltre, rivela loro che la fonte magica che cercava è ll'essenza del Pozzo Solare, la fonte di potere degli elfi dissacrata dai non morti, che è nascosta da qualche parte, che Dar'khan sta cercando per conto del suo padrone, ma anche per placare la sua insaziabile sete di magia. Kalec e Anveena vengono liberati da un altro drago blu, Tyrygosa (soprannominata Tyri), e i due decidono di restare con Anveena, la quale, nel frattempo, trova tra le rovine di casa sua un uovo di drago: prontamente questo si schiude e ne nasce un piccolo draghetto che lei battezza Raac.
Tyri riprenda le sue sembianze di drago e i tre vanno verso Tarren Mill, per cercare un certo Borel che dovrebbe sapere qualcosa Raac. Qui, Kalec e Tyri vengono catturati dai cacciatori di draghi, mentre Anveena riesce a fuggire nel bosco, dove viene raggiunta da un ex paladino, Jorad Mace; egli la trattiene dal ritornare a Tarren Mill, dove presto arriveranno i non morti. Intanto, Harkyn scopre di essere stato ingannato da Arthas, che lo ha assoldato per tenere lontano i draghi dal Pozzo Solare, servendosi del suo odio per i propri scopi.
Il gruppo viene raggiunto da Anveena con Raac, che Dar'khan riconosce essere l'essenza del Pozzo Solare. Egli propone ad Anveena uno scambio, ma l'intervento di Jorad e di Harkyn porta ad uno scontro con i non morti, che vengono sconfitti; anche Dar'kan che sembra essere morto nella battaglia. Finita la battaglia, Kalec, Anveena e Jorad si dirigono in groppa a Tyri verso il Picco da Aerie, dove contano di ritrovare Borel grazie alle indicazioni di Jorad; lì vive anche il cugino di Harkyn, un artigiano di nome Loggi Grymstone, che potrebbe essere in grado di liberarli dal collare.

## Shadows of Ice
Mentre arrivano al Picco di Aerie, i protagonisti vengono attaccati da un drago dei ghiacci (un drago non morto), che fa cadere dalla sella Kalec e Anveena, e blocca nel ghiaccio della sua caverna Tyri e Jorad. Anveena viene risvegliata dal tauren Trag Highmountain, il quale la porta nella dimora del barone Valimar Mordis, un non morto libero dall'influenza del Re dei Lich, che in precedenza era signore di quelle terre. 
Intanto Kalec viene scoperto da un gruppo di non morti guidato dal ghoul Ichor, che trascina dei nani schiavizzati, ma riesce a fuggire con Raac. Apparentemente, Mordis sta cercando di contrastare Ichor usando un artefatto chiamato "sfera di Ner'zhul" che gli ha rubato in precedenza; per potenziare la sfera, Mordis decide di sacrificare Anveena e Trag cerca di fermarlo, ma viene messo fuori combattimento.
Intanto Jorad Mace e Tyri riescono a liberarsi grazie all'aiuto del misterioso Borel, ma vengono catturati da Ichor e il suo gruppo di non morti. I due vengono catturati e incontrano, tra gli altri schiavi nani, Loggi Grymstone: egli spiega loro che il barone Mordis in realtà ambisce al potere, ed è lui a guidare il drago dei ghiacci, e usa tutti i nani per formare il suo personale esercito. 
Sia Ichor che Kalec corrono verso la fortezza per fermare il barone, mentre Tyri si occupa del drago dei ghiacci; nel frattempo Mordis viene fermato da Trag, che distrugge la sfera di Ner'zhul, facendo collassare il drago sulla fortezza in cui si trovano lui e il barone, uccidendo entrambi. Il crollo dell'edificio fa precipitare Ichor e Kalec in un crepaccio, ma Kalec viene salvato da Anveena che manifesta strani poteri; improvvisamente giunge dal nulla Dar'khan, sopravvissuto al loro precedente incontro, che uccide Loggi e cattura Anveena, portandosela via su una creatura alata.

## Ghostlands
Dar'khan porta Anveena a Quel'thalas, dove si trova ancora il cratere formato della distruzione del Pozzo Solare. Il traditore ha capito che Anveena stessa è l'essenza del pozzo solare, mentre Raac è stato creato dal misterioso Borel per controllare Anveena. Intanto, Jorad spiega agli altri che è stato proprio Borel a salvarlo dalla sua disperazione dopo il tradimento di Arthas e a condurlo sulla via della redenzione. Raac guida Tyri, Kalec e Jorad verso il luogo in cui si trova Dar'khan, il quale vuole impadronirsi del potere del Pozzo Solare per realizzare le sue ambizioni più sfrenate, come spodestare Arthas e diventare potentissimo.
Dar'khan viene accerchiato da un gruppo di elfi guidati da Lor'themar Theron, che non vedono l'ora di vendicarsi di lui; il traditore, però, fa sorgere in suo aiuto diversi non morti, così gli elfi di Lor'themar sono costretti a battere in ritirata. Questo diversivo permette però ad Anveena di fuggire, e la giovane donna viene raggiunta dal misterioso Borel, che le rivela verità su di lei e aggiunge che i suoi genitori erano soltanto un'emanazione che serviva a controllarla, così come Raac. Poi Borel è costretto a sparire, perché Dar'khan l'ha ritrovata. Intanto Kalec, Tyri e Jorad vengono attaccati da un demone, ma riescono ad ucciderlo grazie anche al provvidenziale aiuto della banshee Sylvanas Windrunner.
In seguito vengono attaccati anche dagli elfi di Lor'themar, che li credono in combutta con Sylvanas, ma la situazione viene salvata da Tyri che rivela sua vera natura di drago; tutti si dirigono poi a combattere Dar'khan, che nel frattempo ha catturato anche Sylvanas. Vengono rallentati da numerosi non morti, e nel frattempo il traditore sta già assorbendo le energie del Pozzo Solare, diventando sempre più potente. Gli sforzi combinati di Tyri, Kalec e Sylvanas non riescono infatti a fermarlo: assume addirittura il controllo di Borel, che in realtà è il drago Korialstasz, compagno della regina dei draghi rossi Alexstrasza, e lo manda a combattere Tyri. Ma Raac libera Borel dalla influenza del traditore e risveglia Anveena, che provvede finalmente ad eliminare Dar'khan con l'energia del pozzo solare.
Dopo la dura battaglia, Kalec si risveglia in una radura con Anveena e Borel-Korialstrasz, che gli spiega che anche se Anveena doveva solo essere un'illusione che proteggesse il pozzo solare, quest'illusione è diventata viva. Kalec decide di restare a Quel'Thalas a proteggere Anveena dalle grinfie di Arthas, assieme a Lor'themar e i suoi elfi, mentre Jorad e Tyri tornano da Malygos. Anche Sylvanas promette di mantenere il segreto, e se ne va.